# Свети Георги (Лютиброд)
Вижте пояснителната страница за други значения на Свети Георги.
„Свети Георги“ е средновековна църква при Коритен град, намира се между природния феномен Ритлите и село Лютиброд.

## История
Построяването на църквата се отнася към периода ХV – ХVI век. Претърпяла е доста частични разрушения и поправки. Тя е сравнително добре запазена в края на XIX в., дори през 1915 г. проф. Петър Мутафчиев я описва с що-годе запазен полуцилиндричен свод над централния кораб.
През 1927 г. в бр. 69 на ДВ е обявена за народна старина, през 1965 г. в бр. 90 на ДВ – за архитектурно-строителен паметник на културата с национално значение, със списък от 14.12.1971 г. е декларирана като художествен паметник на културата.

## Архитектура
Църквата е с правоъгълен план (11,30 х 9,15 м.), с три полукръгли апсиди, без притвор. Вътрешността на църквата е била разчленена на три, с две двойки четвъртити стълбове и прехвърлени над тях арки. Трите кораба са били засводени и поставени под общ двускатен покрив, като средният бил с полуцилиндричен свод, а страничните с четвъртцилиндрични.
Този начин на засводяване с четвъртсвод е добре познат сред много базилики от източен тип. Масивният градеж и стръмният терен, са наложили да се укрепят надлъжните стени на църквата-от север с контрафорси, а от юг с пиластри.
Черквата в Лютиброд, която е по план кръстокуполна сграда, е оформена като базилика, която много наподобава на църквата „Св. Йоан Кръстител“ в Несебър, както и на други църкви от тази епоха, представляващи едно географско звено между източните и западните паметници от този вид.
Градежът на черквата е изцяло от камък споен с хоросан, като сводовете и апсидите ѝ са построени с бигор.
Вътре църквата е била богато изписана, като днес личат само отделни фрагменти в два пласта, горният е датиран от XIV в. Малкото останали стенописи са застрашени, имайки се предвид, че са били изложени на дъжда проникващ през разрушения навес. Отделно може да се посочат и многобройните варварски графити.
Небрежния градеж на църквата (неуспоредно оразмеряване на корабите и на правоъгълника на наоса), говори че паметникът е бил изграден набързо, в един неспокоен политически момент, което неминуемо се е отразило на неговия план и архитектура.
Във вътрешността на църквата са открити 5 средновековни гроба с накити. Предполага се, че гробовете са на ктитори, близки до феодалния владетел на Средновековната крепост Коритен град, от която е част и тази каменна църква.

## Сдружение
Проектът за реставрация и консервация на средновековна каменна църква „Свети Георги“ е причината за създаването в края на 2010 година на Сдружението с нестопанска цел „Историческа пробуда“, което се заема с възстановяването ѝ. Състоянието на паметника тогава е изключително тежко – обрасъл в тръни, храсти и дървесна растителност, той е недостъпен за туристите и жителите на селото и е заплашен от самосрутване. Днес, благодарение на усилията на членовете на сдружението, мястото е лесно достъпно и добре поддържано, храмът е с напълно запазен градеж и фрагменти от стенописи, а аварийното укрепване на покривната конструкция чрез крепежни елементи подсилва стените и пази зидарията от неблагоприятните климатични условия.